# Star City (Arkansas)
Star City – miasto w Stanach Zjednoczonych, w stanie Arkansas, siedziba administracyjna hrabstwa Lincoln.